# Baby's breath (shelaの曲)
「Baby's breath」（ベイビーズ・ブレス）は、shelaの通算9作目のシングル。2003年1月22日にavex traxよりリリース。

## 解説
「Baby's breath」とは「かすみ草」の事。「花」をコンセプトにしたマキシシングル第3弾であると同時に、朝・昼・夜 3つのテーマによるコンセプト・マキシシングルでもある。
(「in my pocket」が朝、「into the light」が昼、「Baby's breath」が夜)
収録曲「into the light」は日本テレビ系「S.O.S」イメージソング、「Baby's breath」はTBS系「Pooh!」1月度エンディングテーマにそれぞれ起用された。
2003年にリリースしたセカンドアルバム『Garden』に「in my pocket」と「Baby's breath」が収録されている。

## 収録曲
1. in my pocket [4:33]
作詞・作曲・編曲：Kazuhiro Hara
2. into the light [4:44]
作詞：Tomoko Magisu / 作曲：Kazuhiro Hara / 編曲：Yasutaka Mizushima
日本テレビ系「S.O.S」イメージソング
3. Baby's breath [5:16]
作詞：mavie / 作曲：Kousuke Morimoto / 編曲：鈴木雅也
TBS系「Pooh!」1月度エンディングテーマ
4. in my pocket (Instrumental) [4:33]
5. into the light (Instrumental) [4:43]
6. Baby's breath (Instrumental) [5:12]

## 参加ミュージシャン
in my pocket
- 原一博：Programming
- 増崎孝司：Guitar
- 川村ゆみ：Chorus

Baby's Breath
- 鈴木雅也：Programmimg
- 久米康隆：Guitar
- 佐々木久美：Chorus